# I en romersk osteria

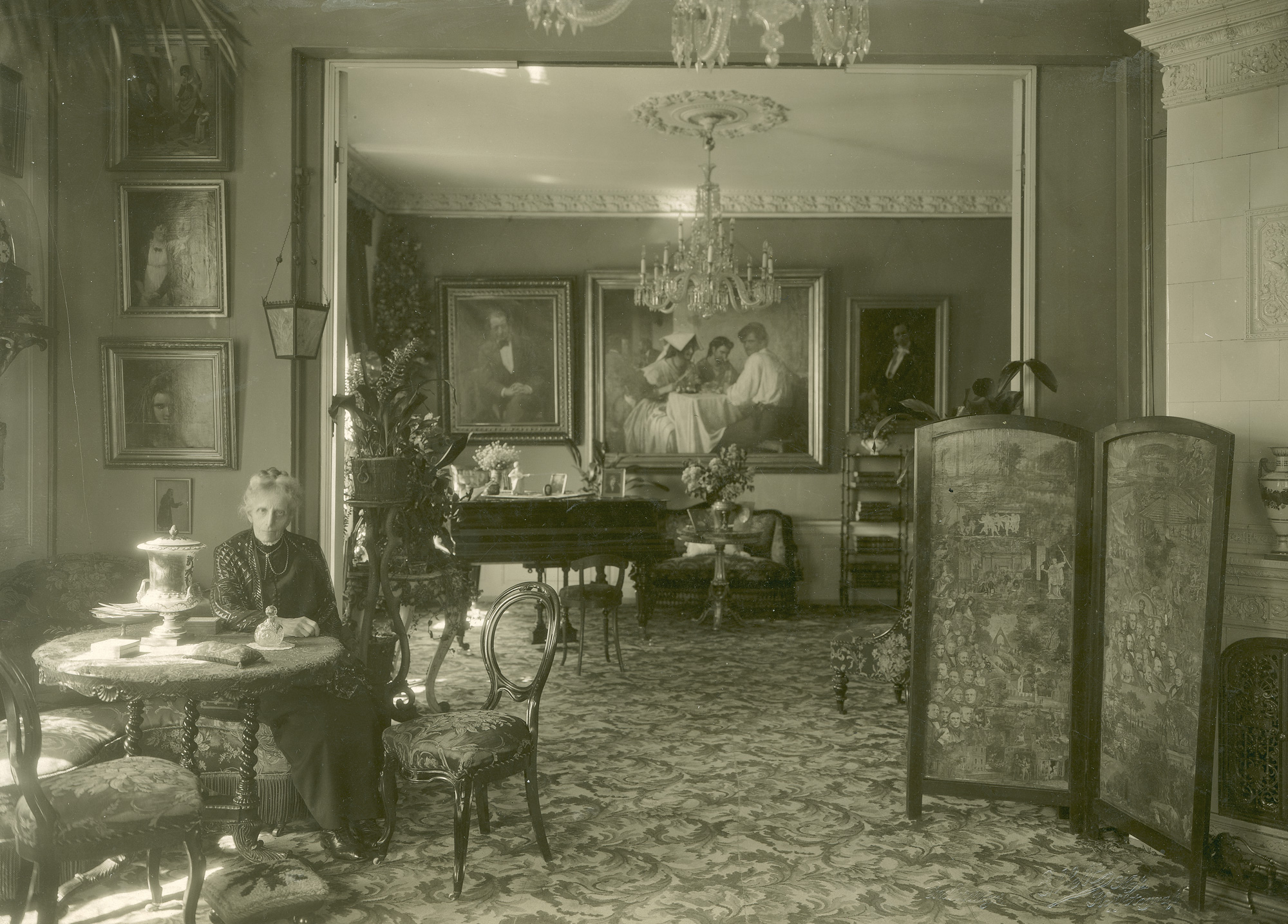
Familjen Melchiors bostad på Højbro Plads i Köpenhamn med Blochs målning i bakgrunden.

I en romersk osteria (danska: Fra et romersk osteria) är en oljemålning av den danske konstnären Carl Bloch. Den målades 1866 och ingår sedan 1935 i samlingarna på  Statens Museum for Kunst i Köpenhamn.
Bloch utbildade sig på Konstakademien under Wilhelm Marstrand och var sedan bosatt i Rom 1859–1866. Finansiellt stöddes han av den dansk-judiske affärsmannen Moritz Gerson Melchior (1816–1884) som efter en resa till Italien beställde av Bloch en tavla som skulle likna Marstrands Italiensk osteria. Melchior testamenterade I en romersk osteria till Statens Museum for Kunst vid sin död 1885; själva överföringen skedde vid dottern Luise Melchiors död 1935.  
Blochs målning skildrar två leende yngre kvinnor och en man som blänger på betraktaren. I bakgrunden sitter tre män, varav den till vänster är ett självporträtt av konstnären och den i mitten är beställaren Melchior. Scenen är en romersk osteria, det vill säga en enklare matinrättning. Det är en typisk genremålning så till vida att den skildrar en vardagsscen i konstnärens samtid och förgrundsgestalterna framställs anonymt, det vill säga som typkaraktärer. 